# Stadtwerke Schwäbisch Gmünd

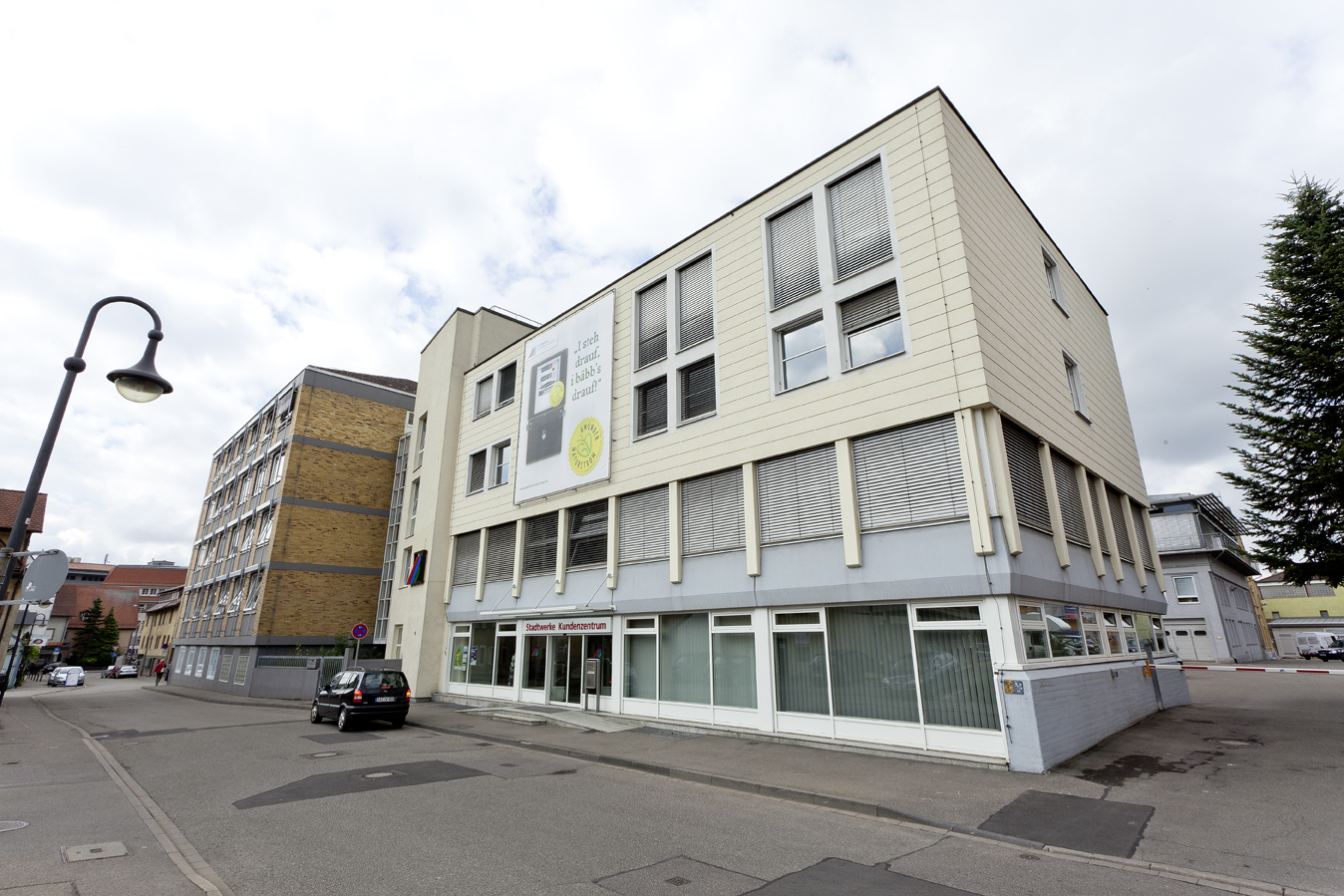
Hauptsitz der Stadtwerke in der Bürgerstraße 5

Die Stadtwerke Schwäbisch Gmünd GmbH ist innerhalb ihres Netzgebietes der Grundversorger. Zum Portfolio gehören neben Strom, Erdgas und Wasser die Wärmeversorgung, Telekommunikationsdienstleistungen sowie das Wärme- und Ladesäulen-Contracting. Sie sind zudem Betreiber der städtischen Bäder und engagieren sich beim Ausbau der Erneuerbaren Energien.
74,9 Prozent des Unternehmens sind im Besitz der Stadt Schwäbisch Gmünd. Die restlichen Anteile sind im Besitz der EnBW Ostwürttemberg DonauRies (ODR). Innerhalb ihres Versorgungsgebiets ist die Stadtwerke Schwäbisch Gmünd GmbH für die Grundversorgung zuständig, mit der Ausnahme von Rechberg und Straßdorf, wo die EnBW Ostwürttemberg DonauRies Aktiengesellschaft Grundversorger ist. Neben  Strom, Erdgas und Wasser gehören die Wärmeversorgung, Telekommunikationsdienstleistungen sowie das Wärmecontracting zum Portfolio des Gmünder Energieversorgers. Zudem betreiben die Stadtwerke die  städtischen Bäder.

## Geschichte
Die Technischen Werke der Stadt (Wasser-, Gas- und Elektrizitätswerk und Stadtbad) wurden im Jahr 1939 in „Stadtwerke Schwäbisch Gmünd“ umbenannt und bieten folgende Grundversorgungen.

### Wasserversorgung
Jahrhundertelang holten die Einwohner Schwäbisch Gmünds das benötigte Wasser vor allem aus gegrabenen Brunnen und vorhandenen Wasserläufen. Einige hölzerne Leitungen führten Quellwasser von außerhalb der Stadtmauer in die Stadt, darunter die mindestens seit dem 16. Jahrhundert bestehenden öffentlichen Quellwasserleitungen zum Löwen- und Marienbrunnen. Im Jahr 1862 ließen fünf ortsansässige Bierbrauer eine private Quellwasserleitung aus Eisenrohren vom Lindenfirst in die Stadt legen. Zusätzlich dazu wurden Feuerwehrhydranten eingebaut. Aufgrund des steigenden Wasserverbrauchs der Stadt entwickelte ein Mannheimer Wasserbautechniker das Projekt des Sickerstollens für Grundwasser in den Wiesen Unterm Buch außerhalb der Stadt. Nach Fertigstellung des Projekts im Jahr 1897 beginnt die Wasserversorgung in Schwäbisch Gmünd durch das städtische Wasserwerk Unterm Buch. Die Baukosten beliefen sich auf rund 750.000 Reichsmark. Die Nachfrage nach Hausanschlüssen war groß.
Die Wasserlieferung der im Jahr 1912 gegründeten Landeswasserversorgung nach Schwäbisch Gmünd beginnt im Jahr 1926. Die Stadt wurde an die Fallleitung angeschlossen, die vom Scheitelbehälter Osterbuch bei Aalen zum Endbehälter Rottenburg am Neckar bei Stuttgart führt.
Nach dem Zweiten Weltkrieg nahm Schwäbisch Gmünd zwischen 1945 und 1947 Tausende von Heimatvertriebenen auf. Ein immenser Anstieg des Wasserbedarfs war die Folge. Zusätzlich beeinträchtigte Trockenheit die Wassergewinnung. Es herrschte ein Versorgungsnotstand in Haushalten und Betrieben, im Krankenhaus und den Schulen der Stadt. Aus diesem Grund drängte das Innenministerium des Landes auf eine „sofortige, gründliche und großzügige Erweiterung der Wasserversorgungsanlage“. Daraufhin beschloss der Gemeinderat im Frühjahr 1947 den Bau einer zweiten Anschlussleitung an die Landeswasserversorgung. Im Spätherbst des Jahres 1947 verpflichtete Schwäbisch Gmünd alle männlichen Einwohner im Alter von 16 bis 60 Jahren zum Gemeindedienst, um beim Bau der neuen Anschlussleitung an die Landeswasserversorgung mitzuhelfen. Diese zweite Leitung sollte ausgehend vom Landeswasserversorgungs-Strang auf der Gemarkung Straßdorf zur Waldstetter Brücke führen. Im August 1948 wurde sie in Betrieb genommen.
Im April 1959 übernahmen die Stadtwerke Schwäbisch Gmünd die Wasserversorgung des eingemeindeten Stadtteils Bettringen. Zwischen 1969 und 1976 wuchs das Versorgungsgebiet der Stadtwerke weiter. So übernahmen diese in diesem Zeitraum auch die Wasserversorgung der Gemeinden Herlikofen, Bargau, Weiler, Degenfeld, Lindach, Großdeinbach, Straßdorf und Rechberg. Im Jahr 2001 wurde die Ostalbwasser West GmbH gegründet. Die Stadtwerke übernahmen Dienstleistungen im Bereich Wasser- und Gasversorgung sowie Abwasserentsorgung für umliegende Gemeinden und Zweckverbände. Die Mitarbeiter der Stadtwerke warten heute ein rund 300 Kilometer langes Rohrnetz.

### Gasversorgung
Das erste Gaswerk in Schwäbisch Gmünd war im Jahr 1855 in der Ott'scher Fabrik. Die Gasversorgung der Stadt Schwäbisch Gmünd begann aber im Jahr 1861. Um das Ganze zu managen, wurde im Jahr 1862 die Gmünder Aktiengesellschaft Gasbeleuchtung gegründet. Diese kam 1893 zur Stadt Schwäbisch Gmünd.
Im Jahre 1964 wurde die Stadtgasversorgung eingestellt und die Ferngasversorgung gestartet. 1969 versorgte die Gasversorgung Süddeutschland mit Sitz in Stuttgart die Stadt Schwäbisch Gmünd mit Gas. Die erste Gasübergabestation wurde im Bereich Hardt gebaut.
1976 wurde der Kugelgasbehälter (geometrisches Volumen 12.500 m³, Nutzvolumen 100.000 m³ Erdgas) in Betrieb genommen. Eine zweite Gasübergabestation wurde 1986 im Bereich Gügling gebaut. 1990 wurden die Stadtteile Herlikofen und Hussenhofen an das Erdgasnetz angeschlossen.  Auch umliegende Gemeinden werden in Anschluss daran ins Versorgungsgebiet aufgenommen. So bekamen zwischen 1991 und 1998 die Stadtteile Wustenriet, Waldstetten, Straßdorf, Bargau und Mutlangen einen Gasanschluss. Im Jahr 2002 folgten der Stadtteil Lindach sowie die Verdichtung des Gasnetzes.

### Stromversorgung

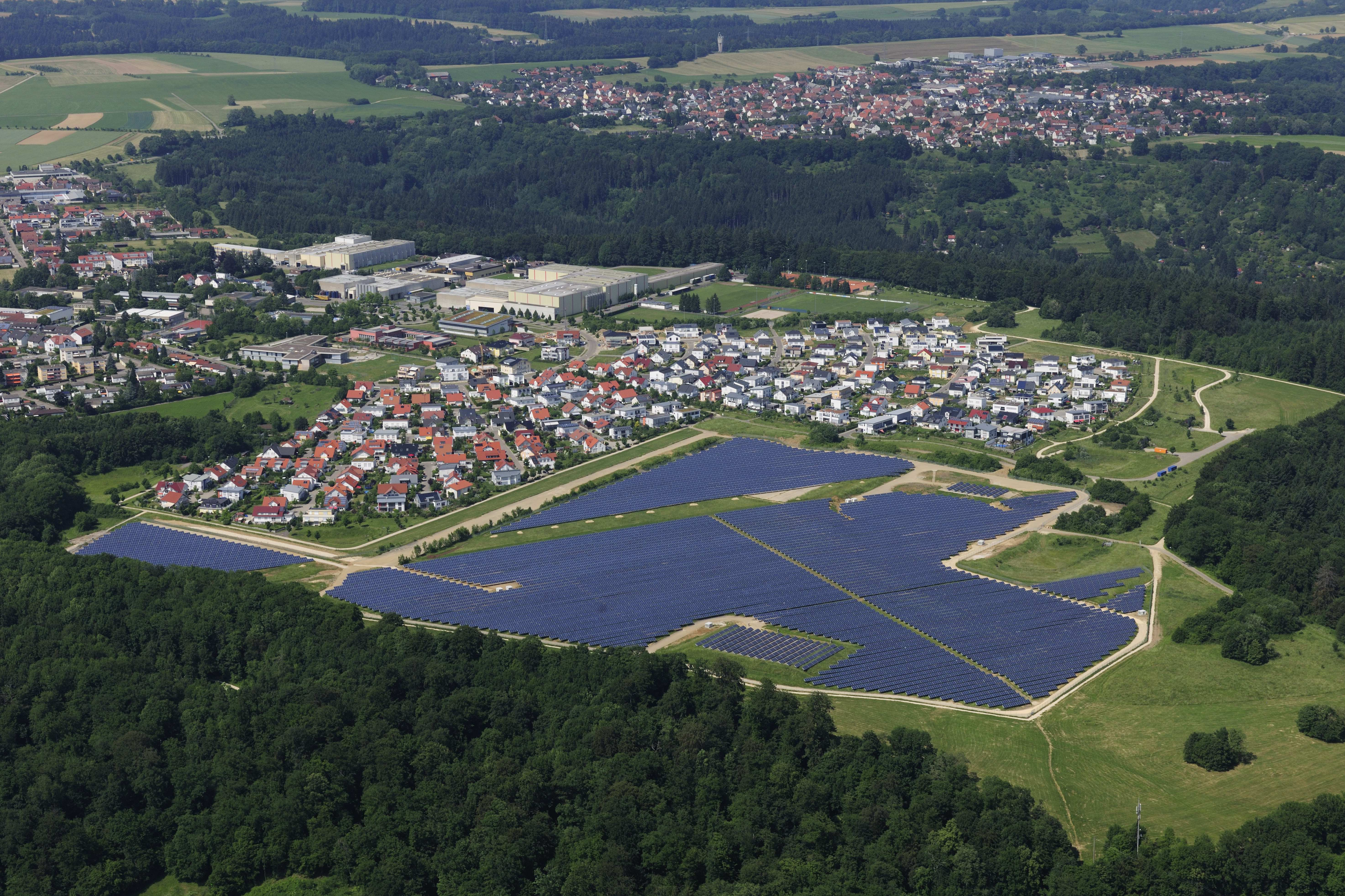
Solarpark Mutlanger Heide

Ende des 19. Jahrhunderts beriet man in Schwäbisch Gmünd über die Errichtung eines Elektrizitätswerks. Damit wollte man gegenüber der Pforzheimer Konkurrenz in Sachen Schmuckherstellung aufholen. In Pforzheim gab es im Jahr 1898 bereits 159 Bijouteriefabriken, die an die Energieversorgung angeschlossen waren. Somit würde der Bau eines Elektrizitätswerkes produktionstechnische und ökonomische Gründe für Schwäbisch Gmünd haben. Die treibende Kraft war die Gesamtheit der Bijouteriefabrikanten. Dass auch die Bevölkerung einen Nutzen davon hatte, wurde als Argument benutzt, um auch die Zögernden zu gewinnen. Mittels einer Umfrage unter Fabrikanten und Einwohnern wurde die Bedürfnislage nach Strom geklärt, das Ergebnis war zufriedenstellend. Im Sommer des Jahres 1900 beschloss der Gmünder Gemeinderat, ein E-Werk zu errichten, das im Dezember 1901 in Betrieb genommen wurde. Gasmotoren mussten das e-werk betreiben, da die Rems zum Turbinenantrieb nicht ausreichte. Die Maschinenfabrik Esslingen baute das E-Werk und übernahm die 15-jährige Pacht.
Neben Wasserkraftwerken an den Standorten Buchauffahrt und Lauchhof kommen auch kalorische Kraftwerke in Blockheizkraftwerken mit Kraft-Wärme-Kopplung (KWK) zu Anwendung. Außerdem betreiben die Stadtwerke den Solarpark Mutlangen auf der Mutlanger Heide. Nach einer viermonatigen Bauzeit ging der Solarpark im Januar 2013 ans Netz. Auf der Fläche des ehemaligen Kasernengeländes der 56th Field Artillery Brigade wurde auf runden 14 Hektar 23.628 Photovoltaikmodule installiert. Die Anlage mit knapp 6.8 MWp kann 6,85 GWh pro Jahr an elektrischer Energie erzeugen, das entspricht einer mittleren Leistung von 0,8 MW.

## Wasser-, Strom-, Gas- und Fernwärme-Versorgung
Die Stadtwerke Schwäbisch Gmünd beliefern alle Einwohner der Stadt Schwäbisch Gmünd mit Trinkwasser. Außerdem bieten sie auch allen Bürgerinnen und Bürgern Gas- und Stromlieferungsverträge an.

### Wasser
Das Trinkwasser erhalten die Stadtwerke Schwäbisch Gmünd (Stand 2015) zum größten Teil von der Landeswasserversorgung, zu einem Zehntel wird es selbst gefördert. Aus zwei Wassertürmen und insgesamt 15 Wasserbehältern versorgen sie die rund 14.000 Kunden mit Leitungswasser. Zwölf Druckerhöhungsanlagen sorgen für einheitliche Druckverhältnisse. Ein rund 300 km langes Rohrnetz müssen die Stadtwerke-Monteure warten. Außerdem beziehen die Gmünder Naturstrom-Kunden Ökostrom, die die Stadtwerke mit den zwei Laufwasserkraftwerken (Lauchhof und Buchauffahrt) gewinnen.
Das Trinkwasser der Stadtwerke Schwäbisch Gmünd wurde vom Forschungsinstitut für Edelmetalle (FEM) analysiert.

### Strom
Die Strom-Tarife der Stadtwerke sind vielfältig. Von der Grundversorgung über den OstalbStromfix, den Gmünder NaturStrom und den OstalbStrom bis zu KombiProdukt finden die Kunden zahlreiche Angebote nach ihren Wünschen. Seit der Jahreswende 2015/2016 versorgen die Stadtwerke das gesamte Gebiet von Schwäbisch Gmünd mit Strom – hinzu kamen die Ortsteile Strassdorf und Rechberg.

### Gas
Die Stadtwerke liefern seit 1969 Erdgas an ihre Kunden in Schwäbisch Gmünd. Außerdem bauen sie kontinuierlich ihre Netze aus. Die erdgastarife der Stadtwerke Schwäbisch Gmünd variieren vom Ostalbgas und Ostalbgas 10 über die Grundversorgung Gas bis zum Kombiprodukt.

### Fernwärme
Einige Gmünder Haushalte werden von den Stadtwerken über ein Fern- oder Nahwärmenetz mit Wärme versorgt. Die Stadtwerke betreiben mehrere Wärmeerzeugungsanlagen, wie z. B. Hardt, Schillerstraße, Holder, Zapp, Strümpfelbach, Uni-Park,  darunter auch die Holzpellets-Anlage Riedäcker. Zusammen mit der Vereinigten Gmünder Wohnungsgesellschaft (VGW) haben die Stadtwerke Schwäbisch Gmünd einen Vertrag über ein Holzhackschnitzel-Heizwerk an der Oberen Halde.
Über die Stadtwerke-Tochter, die Fernwärmeversorgung Bettringen-Nordwest, wird der Ortsteil Bettringen-Nordwest mit Wärme versorgt.

### Telekommunikation
Über ihre 100-prozentige Tochter GmündCom GmbH bieten die Stadtwerke Schwäbisch Gmünd Telefonie sowie Internetzugang. Der Stadtteil Herlikofen ist teilweise mit einem Glasfasernetz erschlossen.

## Energiedienstleistungen
Die Stadtwerke Schwäbisch Gmünd leisten als Energieversorger vor Ort aktiv ihren Beitrag zur Energiewende. Sie setzen sich ehrgeizige Ziele und bieten ihre Kunden verschiedene Dienstleistungen.

### Mobilität
Die Stadtwerke sind nicht nur mit den  Antriebsarten Gas und E-Mobilität unterwegs, sondern bieten ihre Kunden Fördermittel für diese beiden Antriebsarten.

#### Elektromobilität
Die Stadtwerke verfügen mittlerweile über 11 Ladesäule im Stadtgebiet von Schwäbisch Gmünd. Sie fördern mit 1.000 € Käufer eines neuen Elektrofahrzeugs wie die Marke Tesla z. B., die vom Staat nicht gefördert werden. Beim Kauf eines neuen Elektro-Rollers unterstützen die Stadtwerke mit 10 Prozent des Anschaffungspreises bis maximal 300 Euro.

#### Erdgasfahrzeuge
Mt einem Zuschuss fördern die Stadtwerke das Fahren mit Erdgasfahrzeug. So bekommen die Kunden 400 Euro Erdgasguthaben für den Kauf eines Neufahrzeugs und  200 € Erdgasguthaben für den Kauf eines Gebrauchtfahrzeugs. Im Stadtgebiet Schwabisch Gmünd stehen drei Erdgastankstellen den Erdgasfahrzeug-Fahrern zur Verfügung. Bundesweit gibt es bereits 900.

### Energienahe Dienstleistungen
Die Stadtwerke Schwäbisch Gmünd bieten ihre Kunden unterschiedliche Gesamtpakete in verschiedenen Bereichen:
- Ladesäule-Contracting
- Wallbox
- Wärmecontracting
- Gebäudeenergieausweis
- Onlinekundenportal
- Energieeffizienznetzwerk
- Sonnen-Dach
- Photovoltaikanlagen-Check